# Vovray-en-Bornes
Vovray-en-Bornes település Franciaországban, Haute-Savoie megyében. Lakosainak száma 556 fő (2022. január 1.). Vovray-en-Bornes Cruseilles, Menthonnex-en-Bornes, Présilly, Le Sappey és Villy-le-Bouveret községekkel határos.

## Népesség
A település népessége az elmúlt években az alábbi módon változott:
| Lakosok száma | 404  | 441  | 467  | 524  | 541  | 555  | 554  | 555  | 556  |
|               | 2013 | 2015 | 2016 | 2017 | 2018 | 2019 | 2020 | 2021 | 2022 |